# Anne Szabla
Anne Szabla est une auteure de bande dessinée américaine, principalement connue pour sa série Bird Boy.

## Publications en français
- Bird Boy, Kramiek :

1. L'Épée de Mali Mani, 2017.

## Récompense
- 2017 : 
  - Prix Eisner du meilleur webcomic pour Bird Boy[1]
  - Prix Russ-Manning du nouvel auteur le plus prometteur[2]